# 基隆市中山區德和國民小學
基隆市立德和國民小學位於台灣基隆市中山區，原屬中和國小分校，借用原中山國中後排舊有教室上課，於1982年獨立設校，學區包括德和里、德安里、文化里及協和里第一、二鄰。

## 校史
- 1977年9月，為方便復興路學童上學，於中和國民小學設德和分班，借中山國民中學教室二間上課。
- 1980年8月，正式成立中和國民小學德和分校，王春蓉先生就任分校主任。
- 1982年8月，獨立為基隆市立德和國民小學，林振祥先生就任第一任校長，使用原中山國民中學校舍。
- 1988年8月，成立基隆市國民小學行政電腦化中心學校。
- 1992年8月，成立補校。
- 1992年9月，參加台灣省國小數學科實驗新課程研究教學（一班）。
- 2001年8月，增設附設幼稚園一班。

## 學生人數
1. 1978年3班。
2. 1979年4班。
3. 1983年12班。
4. 1984年13班。
5. 1992年18班，800名學生；補校2班54名學生。
6. 1993年18班，822名學生；補校2班44名學生。
7. 1994年23班，860名學生；補校1班18名學生。
8. 1995年24班，936名學生；補校1班，24名學生。
9. 1996年27班，1038名學生；補校2班38名學生。
10. 1997年29班，1150名學生；補校2班，38名學生。
11. 1998年34班，補校2班。
12. 2001年41班，1360名學生。
13. 2002年班，名學生。
14. 2003年班，名學生。
15. 2004年班，名學生。
16. 2005年班，名學生。
17. 2006年33班，1033名學生。
18. 2007年32班，990名學生。
19. 2008年30班，891名學生。
20. 2009年28班，812名學生。
21. 2010年27班，751名學生。
22. 2011年26班，688名學生。
23. 2012年25班，653名學生。
24. 2013年24班，614名學生。
25. 2014年24班，590名學生。
26. 2015年23班，550名學生。
27. 2016年21班，482名學生。
28. 2017年19班，447名學生。
29. 2018年18班，402名學生。
30. 2019年17班，384名學生。
31. 2020年16班，361名學生。
32. 2021年16班，365名學生。
33. 2022年16班，347名學生。
34. 2023年16班，357名學生。

## 校園特色
- 內有後山，後山中有生態池和露營地，但因蛇曾出沒，並留下蛇皮，所以校方目前禁止學生前往。

## 歷任校長
- 王春蓉 1980年8月（分校主任）
- 吳國華 1981年（分校主任）
- 林振祥 1982年8月
- 吳國華 1985年4月（代理）
- 劉元鎮 1986年8月
- 洪正雄 1988年8月
- 楊里遠 1993年9月
- 王水龍 2000年8月
- 游文長 2008年8月
- 李健銘 2013年8月
- 賴鴻吳 2021年8月迄今

## 外部連結
- 基隆市立德和國民小學